# Rodrigo Meléndez
Rodrigo David Meléndez Araya (Santiago, 3 de octubre de 1977) es un exfutbolista y actual entrenador. Dirige a Deportes Linares de la Segunda División Profesional de Chile. 
Jugó de mediocampista a lo largo de su carrera.

## Trayectoria

### Como jugador
Se inició en las inferiores de Colo-Colo, donde su profesor Miguel Arellano lo apodó Kalule por su parecido físico con el boxeador ugandés Ayub Kalule. Pasó a las series inferiores de Magallanes entre los años 1991-1994, para finalmente recalar en 1995 en Cobreloa, donde debutó profesionalmente en 1996. Permaneció en el cuadro loíno hasta 2003, año en que ganó el Torneo de Apertura y recibió el premio al mejor futbolista del año en Chile. Luego emigró a Argentina, donde jugó primero en Quilmes, entre los años 2003 y 2004, y después en Estudiantes de La Plata, entre los años 2004 y 2005, donde tuvo destacadas actuaciones, algo que ya había hecho anteriormente en Cobreloa.
En 2006 regresó a Chile para recalar en Colo-Colo, donde tuvo su mejor época como jugador. Con los albos, ganó los títulos nacionales de 2006, 2007 (Apertura y Clausura en ambos años), el Torneo de Clausura de 2008 y el Torneo de Clausura de 2009. Luego de 4 años en Colo-Colo, Meléndez fichó por Deportes Iquique, club donde jugó por 2 años y con el cual, disputó la Copa Sudamericana de los años 2011 y 2012 y logró la clasificación a la Copa Libertadores 2013. el mediocampista fichó por San Luis de Quillota, equipo con el cual disputó el Torneo de Transición de la Primera B. El 30 de noviembre de 2013, jugó su último partido de forma profesional en la Segunda División Profesional, frente a Ñublense.

### Como entrenador
Posterior a su retiro como jugador activo se mantuvo en San Antonio Unido esta vez como entrenador haciendo con ello sus primeras armas en esta función del fútbol, logrando al término de la segunda rueda de la competencia 2013-14 jugada en 2014, el subcampeonato que a pesar de lo meritorio no logra el fin del club que era ascender de categoría. Posterior a dicho torneo no renueva con el cuadro del "timón y la gaviota", quedando libre. En el año 2014 dirigió a Deportes Melipilla, participando en el campeonato de segunda división profesional 2014-2015 disputando 15 encuentros, de los que ganó 5, empató otros 3 y perdió 7 siendo los últimos cuatro partidos de manera consecutiva lo que finalmente gatilló su renuncia el domingo 14 de diciembre con un 40% de rendimiento.
Desde el 7 de octubre de 2015 se convierte en ayudante de campo de Miguel Riffo en el cuerpo técnico de Unión La Calera. Actualmente es parte del cuerpo técnico de Cobreloa (2016) que compite en la Primera B de Chile.
El 28 de noviembre de 2016 es nombrado DT interino de Cobreloa hasta el fin de año, tras la renuncia de César Bravo a la banca loína.
El 19 de junio de 2018 es nombrado nuevo técnico de Cobreloa SADP, tras la salida de Rodrigo Pérez.
Ahora es DT de Deportes Linares.

## Selección nacional
Ha sido internacional por la selección de fútbol de Chile en 26 oportunidades y ha anotado solo 1 gol. Incluso participó con su selección, en la Copa América de los años 2004 y 2007, además las Clasificatorias para los mundiales de Corea-Japón 2002 y Alemania 2006. Tras la lesión de Meléndez en la Copa América 2007 en el partido contra Brasil (0-3) fue reemplazado por Manuel Iturra. Tras la buena participación de Iturra en los partidos de la Copa América y los amistosos contra Austria y Suiza en 2007, el nuevo entrenador Marcelo Bielsa decide reemplazar a Meléndez en la selección por Iturra.

##### Participaciones en Copa América
| Copa              | Sede      | Resultado        | PJ | G |
| ----------------- | --------- | ---------------- | -- | - |
| Copa América 2004 | Perú      | Primera Fase     | 3  | 0 |
| Copa América 2007 | Venezuela | Cuartos de final | 2  | 0 |

##### Participaciones en Clasificatorias a Copas del Mundo
| Eliminatorias                    | País                  | Resultado           | Posición            | PJ | 0 |
| -------------------------------- | --------------------- | ------------------- | ------------------- | -- | - |
| Eliminatorias Corea y Japón 2002 | Corea del Sur y Japón | Eliminado           | 10.º                | 1  | 0 |
| Eliminatorias Alemania 2006      | Alemania              | Eliminado           | 7º                  | 13 | 1 |
| Total de su carrera              | Total de su carrera   | Total de su carrera | Total de su carrera | 14 | 1 |

## Clubes

### Como jugador
| Club                    | País      | Año       |
| ----------------------- | --------- | --------- |
| Cobreloa                | Chile     | 1996-2003 |
| Quilmes                 | Argentina | 2003-2004 |
| Estudiantes de La Plata | Argentina | 2004-2005 |
| Colo-Colo               | Chile     | 2006-2010 |
| Deportes Iquique        | Chile     | 2010-2012 |
| San Luis                | Chile     | 2013      |
| San Antonio Unido       | Chile     | 2013      |

### Como entrenador
- Datos actualizados al último partido dirigido el 2 de agosto de 2025.

| Club                | País  | Año       | PJ  | PG | PE | PP | Efectividad |
| ------------------- | ----- | --------- | --- | -- | -- | -- | ----------- |
| San Antonio Unido   | Chile | 2014      | 11  | 9  | 1  | 1  | 84.85%      |
| Deportes Melipilla  | Chile | 2014      | 15  | 5  | 3  | 7  | 40%         |
| Cobreloa (Interino) | Chile | 2016      | 2   | 2  | 0  | 0  | 100%        |
| Cobreloa            | Chile | 2018      | 21  | 11 | 5  | 5  | 60.32%      |
| Deportes Colina     | Chile | 2019-2021 | 38  | 14 | 8  | 16 | 43.86%      |
| Cobreloa            | Chile | 2021      | 21  | 6  | 8  | 7  | 41.27%      |
| Iberia              | Chile | 2023      | 14  | 6  | 2  | 6  | 47.62%      |
| Deportes Linares    | Chile | 2024-Act. | 37  | 18 | 8  | 11 | 55.86%      |
| Total               | Total | Total     | 159 | 71 | 35 | 53 | 51.99%      |

## Palmarés

### Campeonatos nacionales
| Título           | Club      | País  | Año           |
| ---------------- | --------- | ----- | ------------- |
| Primera División | Cobreloa  | Chile | Apertura 2003 |
| Primera División | Colo-Colo | Chile | Apertura 2006 |
| Primera División | Colo-Colo | Chile | Clausura 2006 |
| Primera División | Colo-Colo | Chile | Apertura 2007 |
| Primera División | Colo-Colo | Chile | Clausura 2007 |
| Primera División | Colo-Colo | Chile | Clausura 2008 |
| Primera División | Colo-Colo | Chile | Clausura 2009 |